# دايتشي أوكومييا
دايتشي أوكومييا (باليابانية: 屋宮 大地) (27 نوفمبر 1988 في كاغوشيما في اليابان – )؛ هو لاعب كرة قدم ياباني سابق كان يلعب كمدافع.

## وصلات خارجية
- دايتشي أوكومييا على موقع رابطة كرة القدم اليابانية للمحترفين (اليابانية)
- دايتشي أوكومييا على موقع Soccerway.com (الإنجليزية)